# Eliane Rodrigues

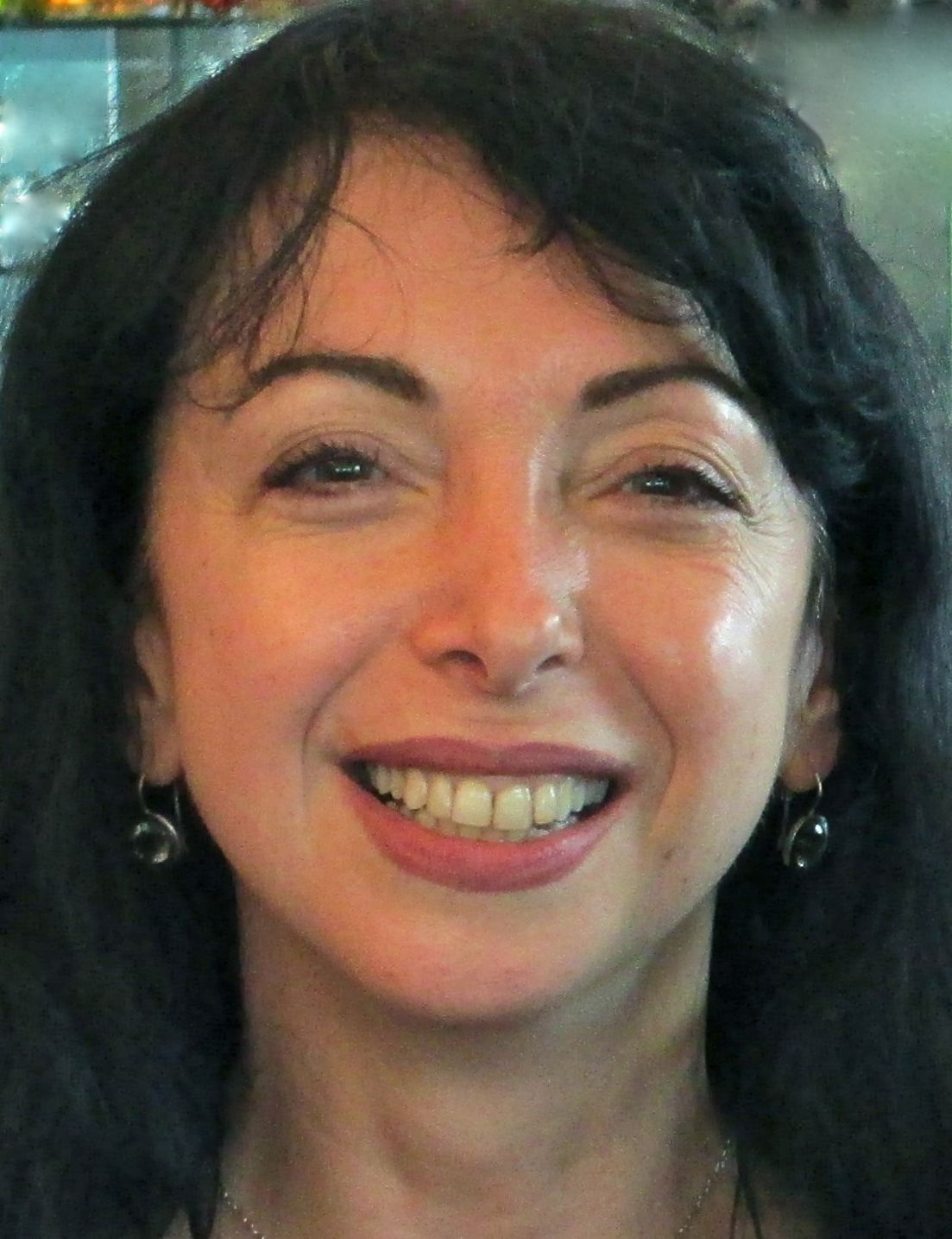
Eliane Rodrigues

Eliane Rodrigues, fälschlicherweise oftmals Eliane Rodríguez, (* 7. Oktober 1959 in Rio de Janeiro) ist eine Pianistin brasilianischer Herkunft.
Rodrigues hatte bereits mit sechs Jahren gemeinsam mit dem Orquestra Sinfônica Brasileira (deutsch: Brasilianisches Sinfonieorchester) ihren ersten Fernsehauftritt als Pianistin. Bei der Van Cliburn International Piano Competition erhielt sie 1977 einen Sonderpreis und als Preisträgerin des renommierten Königin-Elisabeth-Wettbewerbs im Jahr 1983 in Belgien gewann sie dann internationale Bekanntheit. Sie trat wenige Jahre später im Amsterdamer Concertgebouw, am Leipziger Gewandhaus, in Paris und Hamburg sowie weiteren etablierten Konzerthäusern auf. Schon 1985 als „brillant und technisch makellos“ („Die Welt“) charakterisiert, konzertierte sie auch in der New Yorker Carnegie Hall oder im Salzburger Mozarteum, in München und Marseille.
Weitere Verpflichtungen führten die auch als Komponistin und Dirigentin tätige Musikerin etwa nach Russland, wo sie zum Beispiel mit dem Philharmonischen Orchester Sankt Petersburg alle Klavierkonzerte von Sergej Prokofjew einspielte.
Am 23. Juni 2013 empfing sie vom flämischen Internet-Magazin Klassiek Centraal das ‚Gouden Label‘ (Goldenes Label) Carrière. Eliane Rodrigues hat eine Professur für Klavier am Königlichen Konservatorium in Antwerpen inne, außerdem ist sie Mutter dreier Kinder.